# Yakage (Okayama)
Yakage (矢掛町 Yakage-chō?) es un pueblo localizado en la prefectura de Okayama, Japón. En junio de 2019 tenía una población estimada de 13.583 habitantes y una densidad de población de 150 personas por km². Su área total es de 90,62 km².

## Geografía

### Localidades circundantes
- Prefectura de Okayama
  - Kurashiki
  - Kasaoka
  - Ibara
  - Sōja
  - Asakuchi

## Demografía
Según los datos del censo japonés, esta es la población de Yakage en los últimos años.
| Año del censo | Población |
| ------------- | --------- |
| 1995          | 16.803    |
| 2000          | 16.230    |
| 2005          | 15.713    |
| 2010          | 15.092    |
| 2015          | 14.201    |